# Chris William Martin
Chris William Martin (* 17. Januar 1975 in Burnaby, British Columbia als Christopher William Martin) ist ein kanadischer Schauspieler, der außerdem noch unter den Namen Corky Martin oder Chris Martin bekannt ist.

## Leben
Chris William Martin wurde im Jahre 1975 als Sohn von Chris William und Victoria Kathleen Martin in der kanadischen Stadt Burnaby im Südwesten British Columbias geboren. Bis zu seinem zweiten bzw. dritten Lebensjahr wuchs Martin im Osten Vancouvers auf, ehe er mit seiner Familie in die Kleinstadt Yarrow zog. Seine Schulausbildung genoss er unter anderem an der McRoberts Secondary School sowie der Richmond High School in Richmond und kam während seiner dortigen Zeit zu einem Cattle Call, eine Vorsprechen, für die zukünftige Fernsehserie Fifteen, die später auch unter dem Namen Hillside bekannt wurde. Dabei setzte sich Martin, der es an seiner High School nur knapp durch das Schauspielfach brachte, gegen 4.000 Mitbewerber durch und kam schlussendlich zu einer der Hauptrollen in der von 1991 bis 1993 ausgestrahlten Serie. Insgesamt wurden zu diesem Zeitpunkt 15 der rund 4.000 Bewerber in den Cast aufgenommen. Nachdem die Serie anfangs von YTV ausgestrahlt wurde, übernahm der US-amerikanische Fernsehsender Nickelodeon die Rechte an der Serie und verlegte die Produktion nach Florida. Für seine Rolle des rebellischen Dylan Blackwell wurde er im Jahre 1993 für einen Young Artist Award in der Kategorie „Best Young Actor Starring in a Cable Series“ nominiert, konnte sich aber nicht gegen Chris Demetral von Dream On durchsetzen. Noch während der Produktion von Hillside wurde Martin für eine Gastrolle in die Serie Neon Rider geholt, die 1992 erstmals ausgestrahlt wurde. Im Jahr darauf folgte bereits seine erste Filmrolle in Family of Strangers, ehe er im gleichen Jahr auch erstmals in der Fernsehserie Madison zu sehen war, in der er bis 1997 in der wiederkehrenden Rolle des Jamie Novak, einer der Hauptrollen zu dieser Zeit, zu sehen war. Für diese Rolle wurde er unter anderem auch für einen Gemini Award in der Kategorie „Best Performance by an Actor in a Continuing Leading Dramatic Role“ nominiert. Im Jahre 1994 war er mit Moment of Truth: To Walk Again, Verabredung zum Mord und Gerechtigkeit für meinen Sohn in drei verschiedenen Filmen zu sehen, wo er auch zu seinen ersten größeren Nebenrollen kam. 1995 kam er zu Einsätzen in einer Episode von Lederstrumpf und im Film Die Rache der Schönheitskönigin, gefolgt von Nebenrollen in Susie Q – Engel in Pink und Home Song, sowie Auftritten in jeweils einer Episode von Highlander und Gejagt – Das zweite Gesicht im Jahre 1996.
Verhältnismäßig wenig Einsätze hatte er 1997, als er lediglich im Film Winterliebe – Späte Romanze im Schnee und in einer Folge von Dead Man’s Gun zu sehen war. Auch 1998 blieben seine Auftritte weitgehend aus, wobei er unter anderem im Film Sucht nach Liebe in einer eher unwesentlichen Gastrolle zu sehen war, es aber auch auf eine Nebenrolle in Poltergeist – Die unheimliche Macht brachte, wo er in einer Episode eingesetzt wurde. Ab 1999 fand Martin wieder mehr ins Film- und Fernsehgeschäft und hatte dabei Filmauftritte in Dangerous Evidence: The Lori Jackson Story und Johnny, wobei er im letztgenannten Film gar in der Hauptrolle des Johnny zu sehen war. Für seine Rolle wurde ihm am Toronto International Film Festival auch ein Preis verliehen. Dazu kamen auch noch Serienauftritte in Traders, sowie eine Serienhauptrolle in Amazonas – Gefangene des Dschungels, wo er in allen 23 ausgestrahlten Episoden die Rolle des Jimmy Stack übernahm. Im Folgejahr brachte er es außerdem auf eine wiederkehrende Rolle in Felicity (neun Episoden), sowie zu einem Gastauftritt in der Sci-Fi-Fernsehserie Mission Erde: Sie sind unter uns. 2001 war er auch wieder in Filmen zu sehen, dabei in einer der Hauptrollen in dem Thriller Nora Roberts’ Sanctuary und in einer Nebenrolle in Carl Bessais nächstem Film, Lola, der auf zahlreichen Festival präsentiert wurde. Dazu war er in diesem Jahr auch noch in einer Folge von Outer Limits – Die unbekannte Dimension zu sehen. Im Jahre 2002 folgte die Hauptrolle des Tom Stone in der gleichnamigen Fernsehserie, die er bis 2004 in allen 26 Episoden innehatte. Vor den Dreharbeiten zur Serie, bei der er auch zu einer Episode die Regie führte, lebte er vorwiegend in Los Angeles, wo er auch am Dreh einiger Pilots beteiligt war, ehe es ihn wieder zurück in seine Heimat führte. Während dieser Zeit fand er auch erneut den Weg ins Filmgeschäft, wo er unter anderem im Jahre 2003 in den Filmen Hotel, Burn: The Robert Wraight Story und Emile eingesetzt wurde; zuvor war er 2002 auch noch im Film All I Want zusammen mit Elijah Wood oder Franka Potente zu sehen. In den Jahren 2004 und 2005 folgten vor allem Kurzauftritte in jeweils einer Episode der Serien Tru Calling: Schicksal reloaded!, North Shore oder Veronica Mars, aber auch einige Engagements in den Fernsehproduktionen DeMarco Affairs, Mein neues Leben, Volcano – Hölle auf Erden oder Intelligence, wobei er im Vulkan-Film gar die Hauptrolle belegte. Ebenfalls 2005 brachte es zu einer wiederkehrenden Rolle als Hunter Kirby in The L Word – Wenn Frauen Frauen lieben, wo er in insgesamt vier Episoden in Erscheinung trat.
Ein ereignisreiches Jahr folgte 2007, als er gleich in zahlreichen namhaften Produktionen zu sehen war, dabei nicht nur im Filmbereich, sondern auch in verschiedenen international bekannten Fernsehserien und Sitcoms. So wurde der Taufpate von Jonathan Scarfes und Suki Kaisers Sohn unter anderem in jeweils einer Episode der Fernsehserien Shark, Psych, Robson Arms oder Navy CIS eingesetzt und hatte zudem noch eine Hauptrolle in der nur kurzlebigen Serie Heartland inne. Zudem kam er zu einer wiederkehrenden Rolle als Dr. Cole in Lincoln Heights, sowie zu einer wiederkehrenden Rolle in CSI: Miami, wo man ihn als Rich Caprioto sah. Zu dieser Zeit wohnte er zumeist wieder in Los Angeles und kehrte er in der Zeit danach wieder in seine Heimat zurück, wo er sich in Vancouver niederließ. Weitere Auftritte im Jahre 2007 hatte Martin auch noch im Kino-Blockbuster Aliens vs. Predator 2, wo er in der relativ kleinen Rolle des Deputy Ray in Erscheinung trat. Auch 2008 folgten weitere Auftritte in namhaften Produktionen. So war er unter anderem in den Serien Bones – Die Knochenjägerin oder The Mentalist im Einsatz, brachte es aber erneut zu Haupt- bzw. Nebenrollen in den Filmen Chaos Theory oder The Unquiet. Nach einem etwas ruhiger verlaufenden Jahr 2009, indem er zwar in einer Folge von Dollhouse zu sehen war und zudem mit dem Charakter Zach Salvatore eine wiederkehrende Figur in der Fernsehserie Vampire Diaries darstellte, kam er wieder zu einer Reihe von Einsätzen im Jahr 2010. Hierbei hatte er unter anderem eine Hauptrolle im kanadischen Drama The Terrorist Next Door inne und kam außerdem zu einer Sprechrolle in Buried – Lebend begraben, in der Hauptrolle mit Ryan Reynolds, mit dem er schon in der Vergangenheit mehrfach zusammengearbeitet hat. Weitere Auftritte hatte Chris William Martin auch in zwei Episoden von Huge, sowie in jeweils einer Folge von Lone Star und Terriers. Seinen bislang (Stand: Juni 2011) letzten Auftritt hatte Martin noch im Jahre 2011 fertiggestellten Kurzfilm Cookie.
In deutschen Synchronversionen wird seine Stimme oftmals von verschiedenen Synchronsprechern übernommen, d. h., er hatte bisher noch keine Feststimme. So lieh ihm Oliver Böttcher in Emile die Stimme, David Turba in Mein neues Leben, sowie Robin Kahnmeyer in Buried – Lebend begraben. Auch in Serien kamen die verschiedensten Sprecher für Martins Rolle auf. Seine deutsche Stimme in Highlander gehörte unter anderem Kim Hasper, während ihm in der Serie The Mentalist dessen älterer Bruder Sven Hasper die Stimme lieh. Weitere Synchronsprecher in den deutschen Versionen waren unter anderem Jaron Löwenberg in Veronica Mars oder Sascha Rotermund in Vampire Diaries.

## Filmografie
Filmauftritte (auch Kurzauftritte)
- 1993: Family of Strangers
- 1994: Moment of Truth: To Walk Again
- 1994: Verabredung zum Mord (Beyond Obsession)
- 1994: Gerechtigkeit für meinen Sohn (Moment of Truth: Broken Pledges)
- 1995: Die Rache der Schönheitskönigin (Beauty's Revenge)
- 1996: Susie Q – Engel in Pink (Susie Q)
- 1996: Home Song
- 1997: Winterliebe – Späte Romanze im Schnee (All the Winters That Have Been)
- 1998: Sucht nach Liebe (Someone to Love Me)
- 1999: Dangerous Evidence: The Lori Jackson Story
- 1999: Johnny
- 2001: Nora Roberts – Heimkehr in den Tod (Nora Roberts’ Sanctuary)
- 2001: Lola
- 2002: All I Want (Alternativtitel: Try Seventeen)
- 2003: Hotel
- 2003: Burn: The Robert Wraight Story
- 2003: Emile
- 2004: DeMarco Affairs
- 2004: Mein neues Leben (Revenge of the Middle-Aged Woman)
- 2005: Volcano – Hölle auf Erden (Nature Unleashed: Volcano)
- 2005: Intelligence
- 2007: Aliens vs. Predator 2 (AVPR: Aliens vs Predator – Requiem)
- 2008: Chaos Theory
- 2008: The Unquiet
- 2010: The Terrorist Next Door
- 2010: Buried – Lebend begraben (Buried) (nur Sprechrolle)
- 2011: Cookie
- 2021: Demonic

Serienauftritte (auch Gast- und Kurzauftritte)
- 1991–1993: Hillside (65 Episoden)
- 1992: Neon Rider (1 Episode)
- 1993–1997: Madison (unbekannte Anzahl an Episoden)
- 1995: Lederstrumpf (Hawkeye) (1 Episode)
- 1996: Highlander (1 Episode)
- 1996: Gejagt – Das zweite Gesicht (Two) (1 Episode)
- 1997: Dead Man’s Gun (1 Episode)
- 1998: Poltergeist – Die unheimliche Macht (Poltergeist: The Legacy) (1 Episode)
- 1999: Traders (1 Episode)
- 1999–2000: Amazonas – Gefangene des Dschungels (Amazon) (23 Episoden)
- 2000: Felicity (9 Episoden)
- 2000: Mission Erde: Sie sind unter uns (Earth: Final Conflict) (1 Episode)
- 2001: Outer Limits – Die unbekannte Dimension (The Outer Limits) (1 Episode)
- 2002–2004: Tom Stone (26 Episoden)
- 2004: Tru Calling: Schicksal reloaded! (Tru Calling) (1 Episode)
- 2004: North Shore (1 Episode)
- 2004: Veronica Mars (1 Episode)
- 2005: The L Word – Wenn Frauen Frauen lieben (The L-Word) (4 Episoden)
- 2007: Shark (1 Episode)
- 2007: Psych (1 Episode)
- 2007: Robson Arms (1 Episode)
- 2007: Heartland (9 Episoden)
- 2007: Lincoln Heights (3 Episoden)
- 2007: CSI: Miami (2 Episoden)
- 2007: Navy CIS (NCIS) (1 Episode)
- 2008: Bones – Die Knochenjägerin (Bones) (1 Episode)
- 2008: The Mentalist (1 Episode)
- 2009: Dollhouse (1 Episode)
- 2009, 2014: Vampire Diaries (The Vampire Diaries) (5 Episoden)
- 2010: Huge (2 Episoden)
- 2010: Lone Star (1 Episode)
- 2010: Terriers (1 Episode)
- 2014–2015: Cedar Cove – Das Gesetz des Herzens (7 Episoden)
- 2015: Motive (1 Episode)
- 2018: Supernatural (1 Episode)

## Nominierungen und Auszeichnungen
Nominierungen
- 1993: Young Artist Award in der Kategorie „Best Young Actor Starring in a Cable Series“ für sein Engagement in Hillside
- 1997: Gemini Award in der Kategorie „Best Performance by an Actor in a Continuing Leading Dramatic Role“ für sein Engagement in Madison

Auszeichnungen
- 1999: Award am Toronto International Film Festival in der Kategorie „Best Canadian First Feature Film – Special Jury Congratulation“ für sein Engagement in Johnny